# Quận Jefferson, Mississippi
Quận Jefferson là một quận thuộc tiểu bang Mississippi, Hoa Kỳ.
Quận này được đặt tên theo. Theo điều tra dân số của Cục điều tra dân số Hoa Kỳ năm 2000, quận có dân số 9740 người. Quận lỵ đóng ở Fayette6.

## Địa lý
Theo Cục điều tra dân số Hoa Kỳ, quận có diện tích 1365 km2, trong đó có 20 km2 là diện tích mặt nước.

### Các xa lộ chính
- U.S. Highway 61
- Mississippi Highway 28
- Mississippi Highway 33

### Quận giáp ranh
- Quận Claiborne (bắc)
- Quận Copiah (đông bắc)
- Quận Lincoln (đông nam)
- Quận Franklin (nam)
- Quận Adams (tây nam)
- Quận Tensas Parish, Louisiana (tây)